# バットマン (アルバム)
「バットマン」(Batman)はアメリカのミュージシャン、プリンスの11枚目のアルバム。

## 概要
映画「バットマン」のサウンドトラックとして制作された。それは完成前のラフカットで「1999」と「ベイビー・アイム・ア・スター」を使用してところ、映画の雰囲気にピッタリだったので監督のティム・バートンがプリンスに両曲の新録バージョン、もしくは新たな書き下ろし曲を依頼。完璧主義者だったプリンスは、何度も撮影現場に出向き、監督とも話し合いを重ねた末にようやく依頼を受け本作を制作した。また当時プリンスはキム・ベイシンガーに好意を抱いていたことも提供の理由とされている。当時は別のアルバム(『Rave Un2 the Joy Fantastic』という名前で発売される予定だった)の録音をしていたが、それまでの活動のほとんどが、このアルバムの制作に振り向けられたという。
プリンスは、もとからバットマンのファンでLovesexy Tourの日本公演のキャンセルを考えるほど乗り気だったという。
本作は映画本編のセリフが随所に用いられ、かなり映画の世界観に寄せられた作品である。しかし映画本編に使用されたのは冒頭で流される「ザ・フューチャー」や、ジョーカーが美術館を襲撃するシーンでの「パーティマン」、そしてエンドロール後半で登場する「スキャンダラス」くらいで、あとは全編にわたってダニー・エルフマンがスコアを手掛けたオーケストラが用いられている。なので本作は映画にインスピレーションを得たオリジナルアルバムとされている場合もある。
初版のCDは缶入りのパッケージとなっている。
2023年にアナログ盤が再発された。

## チャート
このアルバムは全世界で1100万枚を売り上げ、全米チャート6週連続首位に輝いた。また全英チャートでも1位を獲得する大ヒットを記録している。なのでこのアルバムはプリンスのアルバムの中で『パープル・レイン』に次ぐ、2番目に売れたアルバムだと言われている。
また先行シングルの「バットダンス」も全米1位、全英2位の大ヒットを記録している。

## ボーカル
本作の特徴として、クレジットではプリンスが歌っているとされているが、歌詞カードには「バットマン」に登場するキャラクターが歌っているとされていることである。
具体的に
- バットマン-「ザ・フューチャー」、「スキャンダラス」
- ジョーカー-「エレクトリック・チェア」、「パーティマン」、「トラスト」
- ブルース・ウェイン-「ヴィキー・ウェイティング」
- ヴィッキー・ヴェイル-「レモント・クラッシュ」
- ブルース・ウェイン、ヴィッキー・ヴェイル-「アームズ・オブ・オライオン」
- バットマン、ジョーカー、ヴィッキー・ヴェイル、ブルース・ウェイン、ジェミニ(半分バットマン、半分ジョーカーの格好をしたプリンス)-「バットダンス」

となっている。

## 収録曲
作詞作曲は全曲プリンス（注記を除く）。
| #  | タイトル                                          | 作詞・作曲                  | 時間 |
| -- | ------------------------------------------------- | --------------------------- | ---- |
| 1. | 「ザ・フューチャー」(The Future)                  |                             | 4:07 |
| 2. | 「エレクトリック・チェア」(Electric Chair)        |                             | 4:07 |
| 3. | 「アームズ・オブ・オライオン」(The Arms of Orion) | シーナ・イーストン プリンス | 5:02 |
| 4. | 「パーティマン」(Partyman)                        |                             | 3:11 |
| 5. | 「ヴィッキー・ウェイティング」(Vicki Waiting)     |                             | 4:51 |

| #  | タイトル                              | 作詞・作曲                   | 時間 |
| -- | ------------------------------------- | ---------------------------- | ---- |
| 1. | 「トラスト」(Trust)                   |                              | 4:23 |
| 2. | 「レモント・クラッシュ」(Lemon Crush) |                              | 4:15 |
| 3. | 「スキャンダラス」(scandalous)        | ジョン・L・ネルソン プリンス | 6:14 |
| 4. | 「バットダンス」(Batdance)            |                              | 6:13 |

## 参加ミュージシャン
- プリンス-リード・ボーカル、エレキギター、キーボード、ピアノ、ベースギター、ドラムマシン、フィンガーシンバル、トライアングル
- キャンディ・ダルファー-サックス(#4)
- エリック・リーヅ-サックス(#6)
- アトランタ・ビルス-トランペット(#6)
- サウンズ・オブ・ブラックネス-コーラス(#1)
- シーナ・イーストン-リード・ボーカル(#3)
- クレア・フィッシャー-オーケストラ(#1)

## 制作時のトラックリスト
※出典
1989年3月のトラックリスト
1. The Future
2. Electric Chair
3. The Arms Of Orion
4. Partyman
5. Vicki Waiting
6. Trust
7. Lemon Crush
8. Scandalous
9. Dance With The Devil(未発表曲)

日付不明のトラックリスト
1. The Future
2. Electric Chair
3. Scandalous
4. Partyman
5. Vicki Waiting
6. Trust
7. Lemon Crush
8. Dance With The Devil
9. Batdance
10. The Arms Of Orion